# Redonda (mariposa)
Redonda  es un género  de lepidópteros ditrisios  de la familia Nymphalidae  que incluye actualmente diez especies endémicas de los páramos de Venezuela. Estas mariposas están restringidas a localidades particulares en los páramos húmedos de la cordillera de Mérida, y las hembras de algunas especies presentan una reducción significativa del tamaño y la venación de las alas, en comparación con los machos y por eso se han considerado como un caso único de incipiente braquipteria en mariposas.

## Taxonomía y nomenclatura
El género fue descrito por Adams & Bernard en 1981 sobre la base de la particular venación, genitales masculinos, patrón de coloración alar y características ecológicas de la especie típica Pedaliodes empetrus descrita originalmente por el entomólogo alemán Theodor Otto Thieme a principios del siglo XX. Estos autores consideraron al género monobásico pero distinguieron dos subespecies, y sugirieron una estrecha relación con otros dos géneros de mariposas endémicas de los páramos de la Serranía de Perijá y la Sierra Nevada de Santa Marta.
Más de 20 años después, se describió una segunda especie del género, Redonda bordoni, proveniente de los páramos del Batallón y La Negra al sur de la cordillera de Mérida en el estado Táchira, que muestra un caso extremo de dimorfismo sexual en el tamaño de las alas.
Desde aquel momento, se reconoció la existencia de otros taxones dentro del género, pero debido a diferentes vacíos de información sobre su distribución y variabilidad morfológica, no hubo una descripción formal de los mismos hasta el 2015. Actualmente se reconocen 10 especies:
- Redonda empetrus Thieme, 1905
- Redonda bolivari Adams & Bernard, 1981
- Redonda bordoni Viloria & Pyrcz, 2003
- Redonda castellana Viloria & Camacho, 2015
- Redonda centenaria Viloria & Camacho, 2015
- Redonda chiquinquirana Ferrer-Paris, 2015
- Redonda frailejona Ferrer-Paris & Costa, 2015
- Redonda lathraia Viloria & Camacho, 2015
- Redonda leukasmena Viloria & Camacho, 2015
- Redonda lossadana Ferrer-Paris, 2015

## Sistemática y biogeografía
La diversidad de mariposas altoandinas de la subtribu Pronophilina ha inspirado diferentes teorías sobre procesos biogegráficos de especiación y diversificación parapátrica y simpátrica. Inicialmente se sugirió que los géneros de páramo pueden ser representantes relictuales de linajes provenientes de vegetación abierta en las zonas bajas, pero otros autores las consideran como resultado de una radiación reciente.
Análisis preliminares sugieren que el género es monofilético, y la secuencia de especiación parece corresponder con los eventos de formación y separación de los páramos en recientes eras geológicas.

## Ciclo de vida
No se ha documentado el comportamiento de oviposición en vida silvestre, pero en hembras de R. centenaria, R. castellana, R. chiquinquirana y R. leukasmena se observó la expulsión de gran cantidad de huevos en pocas horas después de su captura (de dos a 47 huevos por hembra por día). Los huevos estaban desprovistos de pegamento y eran colocados en cualquier sustrato disponible. Además se ha observado que la reducción alar en las hembras de R. bordoni y R. chiquinquirana viene acompañada de una mayor biomasa abdominal asociada a una gran producción de huevos. En el caso extremo de reducción alar de R. frailejona no se han hecho observaciones directas de la fecundidad o comportamiento de oviposición.
Se sospecha que las larvas de estas mariposas se alimentan de gramíneas y otras monocotiledóneas abundantes en los ecosistemas que habitan, pero no se ha logrado estudiar el ciclo de vida completo de ninguna especie del género Redonda.

## Comportamiento y Ecología
En las especies R. bordoni, R. empetrus y R. chiquinquirana se ha observada un marcado patrón de actividad matutino de los machos, desde las 8am hasta las 12m, pero aparentemente permanecen inactivos en horas de la tarde, incluso cuando las condiciones ambientales son favorables para el vuelo. Los machos de R. bordoni son capaces de volar en condiciones climáticas adversas, con vientos moderados a fuertes.
R. empetrus y R. chiquinquirana están asociados con humedales parameros, mientras que R. bordoni y R. lathraia se encuentran ampliamente distribuidas en pajonales y pastizales parameros de los valles húmedos del Batallón y La Negra.
Los estimados de área de distribución disponibles para algunas especies deben ser corregidos para tomar en cuenta la diversidad de taxones actualmente reconocida. En estudios previos se estimó que el área de distribución de R. empetrus era de alrededor de 2000 km², pero actualmente se considera que este taxón está restringido a los valles del río Albarregas y el río Mucujún, mientras que las poblaciones de la Sierra Nevada de Mérida se corresponden con R. bolivari, y las poblaciones de la serranía de Santo Domingo se corresponden con R. chiquinquirana y R. frailejona.

## Conservación
Las poblaciones de las especies de Redonda se consideran vulnerables por su alto grado de especialización al medio ambiente páramo. A pesar de que se sospecha que sus larvas se alimentan de plantas altamente abundantes en su hábitat natural, la transformación de los páramos por el sobrepastoreo pueden cambiar las condiciones locales y extinguir poblaciones enteras, incluso dentro de áreas protegidas. De hecho, los ecosistema de alta montaña venezolanos se consideran igualmente amenazados según los criterios de listas rojas de ecosistemas.
R. empetrus y R. bolivari fueron incluidas en la primera lista roja de insectos amenazados a nivel global por considerarse especies raras o escasas.
R. bordoni ha sido incluida en el libro rojo de la fauna Venezolanda desde el año 2008 en la categoría de especie en peligro de extinción (EN).
R. empetrus fue considerada como una especie bajo preocupación menor en la edición del 2008 del libro rojo de la fauna Venezolana, pero actualmente se considera en la categoría En Peligro, aunque los recientes cambios taxonómicos hacen necesaria una revisión de esta evaluación.